# Sacaton
Sacaton és una concentració de població designada pel cens del Comtat de Pinal a l'estat d'Arizona (Estats Units d'Amèrica).

## Demografia
Segons el cens del 2000, Sacaton tenia 1.584 habitants, 378 habitatges, i 303 famílies La densitat de població era de 258,1 habitants/km².
Dels 378 habitatges en un 40,7% hi vivien nens de menys de 18 anys, en un 26,2% hi vivien parelles casades, en un 41,3% dones solteres, i en un 19,6% no eren unitats familiars. En el 15,3% dels habitatges hi vivien persones soles el 5,8% de les quals corresponia a persones de 65 anys o més que vivien soles. El nombre mitjà de persones vivint en cada habitatge era de 3,8 i el nombre mitjà de persones que vivien en cada família era de 4,12.
Per edats la població es repartia de la següent manera: un 38,4% tenia menys de 18 anys, un 11,7% entre 18 i 24, un 28,4% entre 25 i 44, un 16% de 45 a 60 i un 5,6% 65 anys o més.
L'edat mediana era de 25 anys. Per cada 100 dones de 18 o més anys hi havia 97,6 homes.
La renda mediana per habitatge era de 18.276 $ i la renda mediana per família de 20.766 $. Els homes tenien una renda mediana de 25.882 $ mentre que les dones 23.750 $. La renda per capita de la població era de 6.425 $. Aproximadament el 36,4% de les famílies i el 39,9% de la població estaven per davall del llindar de pobresa.

## Poblacions properes
El següent diagrama mostra les poblacions més properes.